# Asiatiska spelen 1954
Asiatiska spelen 1954, även kända som den andra Asiaden, hölls i Manila i Filippinerna mellan den 1 och 9 maj 1954, det var de andra asiatiska spelen. Totalt deltog 970 aktiva från 19 olika länder.
Totalt anordnades 76 tävlingar i åtta olika sporter. Totalt delades 218 medaljer ut (75 guld, 74 silver och 69 brons). Av 19 deltagande länder tog 12 minst en medalj. Det land som tog flest guldmedaljer var Japan (38 stycken), följt av Filippinerna (14 stycken) och Korea (8 stycken). Huvudarena för spelen var Rizal Memorial Stadium.

## Sporter
Det tävlades i åtta sporter, nya på programmet var boxning, brottning och skytte medan cykling föll bort.
| - Basket - Boxning - Brottning - Fotboll - Friidrott | - Simsport - Simhopp - Simning - Skytte - Tyngdlyftning |

## Medaljfördelning
*   Värdnation
| Pl.    | Nation          | Guld | Silver | Brons | Totalt |
| ------ | --------------- | ---- | ------ | ----- | ------ |
| 1      | Japan           | 38   | 36     | 24    | 98     |
| 2      | Filippinerna*   | 14   | 14     | 17    | 45     |
| 3      | Korea           | 8    | 6      | 5     | 19     |
| 4      | Pakistan        | 4    | 5      | 0     | 9      |
| 5      | Indien          | 4    | 4      | 5     | 13     |
| 6      | Republiken Kina | 2    | 4      | 6     | 12     |
| 7      | Israel          | 2    | 1      | 1     | 4      |
| 8      | Burma           | 2    | 0      | 2     | 4      |
| 9      | Singapore       | 1    | 3      | 4     | 8      |
| 10     | Ceylon          | 0    | 1      | 1     | 2      |
| 11     | Indonesien      | 0    | 0      | 3     | 3      |
| 12     | Hongkong        | 0    | 0      | 1     | 1      |
| Totalt | Totalt          | 75   | 74     | 69    | 218    |

## Deltagande nationer

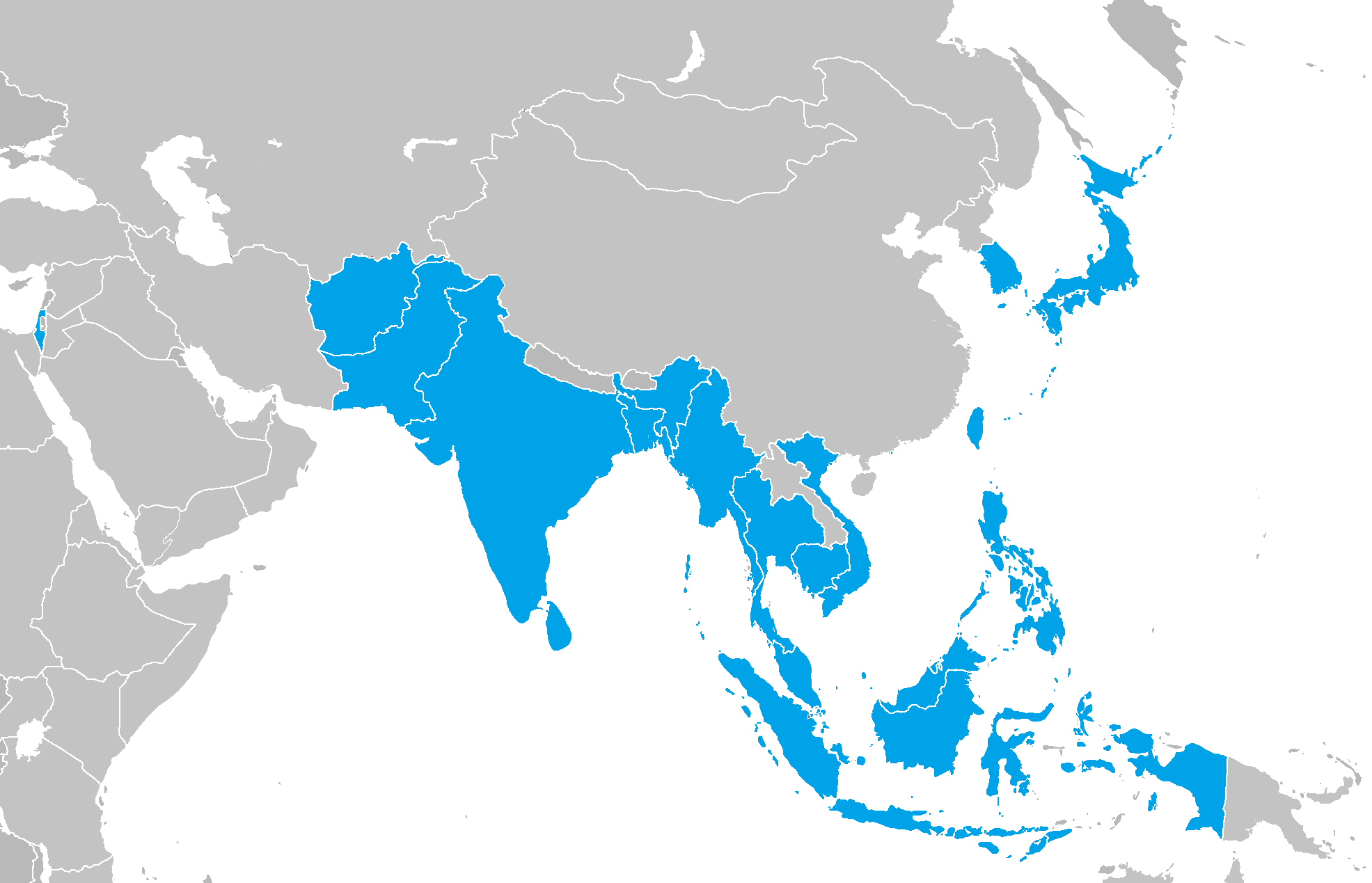
Nationer som deltog.

| - Afghanistan - Burma - Ceylon - Filippinerna - Hongkong - Indien - Indonesien - Iran - Israel - Japan | - Kambodja - Nepal - Nordborneo - Pakistan - Republiken Kina - Singapore - Korea - Thailand - Vietnam |